# Sistema de Solón

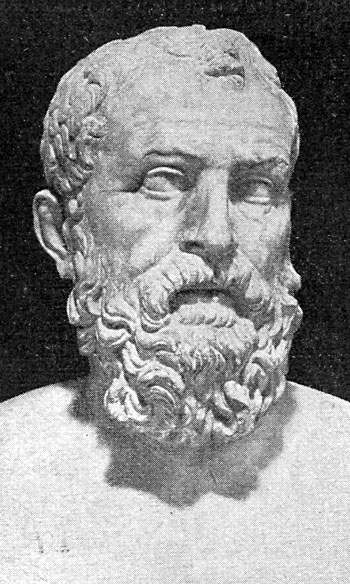
Solón

El sistema de Solón son las reformas introducidas a comienzos del siglo VI a. C. por Solón. Según estas, el poder político asignado a los ciudadanos atenienses se basaba en la cantidad del producto que daban sus tierras (criterio equivalente más o menos a la cantidad de tierras que poseían).
Basándose en las clases de propietarios que ya llevaban existiendo desde hacía tiempo, Solón dividió a los ciudadanos en cuatro categorías. Para pertenecer a la clase más alta, la de los pentakosiomédimnoi o «productores de 500 medinos», un individuo debía poseer unas tierras que produjeran como mínimo 500 médimnoi de aceite, vino o grano en general. Por debajo de ellos se situaban los hippeîs, es decir, los que podían permitirse el lujo de criar un caballo para servir a la caballería, cuya renta superaba los 299 medimnos, pero no llegaba a los 500. Después venía los zeugítai, es decir, los que poseían una yunta de bueyes, y producían entre 200 y 299 medimnos. La clase más baja, pero siempre por encima de los esclavos, era la de los thetes, los hombres más pobres cuyas tierras producían menos de 200 barriles; algunos ni siquiera tenían tierras y por lo tanto no producían ni un solo medimno.